# アニメJAM
アニメJAM（アニメジャム）は、テレビ東京系アニメのイベント。正式名称は『アニメJAM○○○○（○には開催年度が入る）』。

## 概要
2014年12月14日に幕張メッセで初開催され、出演声優陣や主題歌アーティストが出演。ライブステージやクイズコーナー、生アフレココーナーなどで構成された。この時は全てエイベックス・ピクチャーズが製作に関与した作品を取り上げていた。2014年10月期は、深夜に放送される参加作品については番組終わりの提供クレジットパートの代わりにアニメＪＡＭの告知が流れた。
2015年も前年度と同じく12月の第2日曜日（12月13日）に開催が決定され、対象作品が『銀魂』シリーズや『ダイヤのA』など、エイベックス以外の作品もラインナップされるほか、ステージが「Pop Stage」と「Rock Stage」の2つに分かれての開催となった。
2016年は12月10日が「Rock Stage」、翌11日が「Pop Stage」と初の2days開催となった。
2017年は会場を東京ディズニーリゾート内にある舞浜アンフィシアターに変更の上で昼夜2公演開催された。
なお2020年は新型コロナの影響で12月20日にオンライン開催の予定。

## 開催内容

### 2014年
- 開催日：2014年12月14日
- 会場：幕張メッセ 国際展示ホール5
- 主催：エイベックス・ピクチャーズ、テレビ東京
- 司会：鷲崎健
- 参加作品：『Wake Up, Girls!』、『異能バトルは日常系のなかで』、『ハナヤマタ』、『プリパラ』、『Re:ハマトラ』、『トリニティセブン』
- 出演者
  - Wake Up, Girls!：吉岡茉祐、永野愛理、田中美海、青山吉能、山下七海、奥野香耶、高木美佑、
  - 異能バトルは日常系のなかで：岡本信彦、山崎はるか、早見沙織、種田梨沙、山下七海、福原香織、加藤英美里
  - ハナヤマタ：上田麗奈、田中美海、奥野香耶、大坪由佳、沼倉愛美
  - プリパラ：茜屋日海夏、芹澤優、久保田未夢、山北早紀、澁谷梓希、若井友希
  - Re:ハマトラ：羽多野渉、加藤英美里、安野希世乃
  - トリニティセブン：松岡禎丞、原由実、内田彩、佐倉綾音、日笠陽子、柚木涼香、村川梨衣、東山奈央
- ライブ出演者：
  - Wake Up, Girls![メンバー 1]、Qverktett:||[メンバー 2]、かと*ふく、チーム“ハナヤマタ”[メンバー 3]、smileY inc.、i☆Ris、Prism☆Box、羽多野渉、ayami、ZAQ、メイガス・トゥー[メンバー 4]、ユイレヴィ♡[メンバー 5]

### 2015年
- 開催日：2015年12月13日
- 会場：幕張メッセ 国際展示ホール5
- 主催：テレビ東京、アニメJAM2015実行委員会
- 企画・制作：テレビ東京、エイベックス・ピクチャーズ
- 協力：エイベックス・ピクチャーズ、東宝、トムス・ミュージック、ユニバーサル ミュージック
- 司会：鷲崎健
- 参加作品
  - Rock Stage：『銀魂』、『ダイヤのA』、『弱虫ペダル』、『DD北斗の拳2 イチゴ味+』(『北斗の拳 イチゴ味』、『DD北斗の拳2』)[8]
  - Pop Stage：『Wake Up, Girls!』、『実は私は』、『プリパラ』、『シュヴァルツェスマーケン』[8]
- 出演者
  - Rock Stage
    - 銀魂：杉田智和、阪口大助、釘宮理恵
    - ダイヤのA：逢坂良太、浅沼晋太郎、下野紘、松岡禎丞
    - 弱虫ペダル：山下大輝、鳥海浩輔、福島潤、伊藤健太郎、代永翼、日野聡、阿部敦
    - 北斗の拳 イチゴ味：小西克幸
    - DD北斗の拳2：関智一

  - Pop Stage
    - Wake Up, Girls!：吉岡茉祐、永野愛理、田中美海、青山吉能、山下七海、奥野香耶、高木美佑
    - 実は私は：芹澤優、水瀬いのり、上田麗奈、内田彩、M・A・O
    - プリパラ：茜屋日海夏、芹澤優、久保田未夢、山北早紀、澁谷梓希、若井友希
    - シュヴァルツェスマーケン：山本希望、安野希世乃、田中美海
- ライブ出演
  - Rock Stage：ROOKiEZ is PUNK'D、アルスマグナ、CHiCO with HoneyWorks、THREE LIGHTS DOWN KINGS、LASTGASP、MAGIC OF LiFE
  - Pop Stage：Wake Up, Girls!、i☆Ris、Prizmmy☆、アルスマグナ、nano.RIPE(『のんのんびより』)、小林竜之、鈴木このみ(『FAIRY TAIL』)、石田燿子、ULTRA-PRISM(『侵略!イカ娘』)、橋本みゆき(『咲-Saki-』)、A応P(『おそ松さん』)

### 2016年
- 開催日：2016年12月10日・11日
- 会場：幕張メッセ 国際展示ホール５
- 主催：テレビ東京、アニメJAM2016実行委員会
- 企画・制作：テレビ東京、エイベックス・ピクチャーズ
- 協力：アルテメイト、エイベックス・ピクチャーズ、KADOKAWA メディアファクトリー、TOHO animation、ブシロードミュージック、フライングドッグ、ポニーキャニオン
- 司会：柳原哲也（アメリカザリガニ）
- 参加作品
  - Rock Stage(10日)：『カードファイト!! ヴァンガードG』、『KING OF PRISM by PrettyRhythm』、『双星の陰陽師』、『美男高校地球防衛部LOVE!LOVE!』、『弱虫ペダル』
  - Pop Stage（11日）：『Wake Up, Girls!』、『灼熱の卓球娘』、『タブー・タトゥー』、『劇場版 トリニティセブン』、『ハンドレッド』、『プリパラ』、『ゆるゆりさん☆ハイ!』、『Re:ゼロから始める異世界生活』
- 出演者
  - Rock Stage（10日）[9]
    - カードファイト!! ヴァンガードG：石井マーク、榎木淳弥、岸尾だいすけ、愛美、工藤晴香、森嶋秀太
    - KING OF PRISM by PrettyRhythm：寺島惇太、畠中祐、五十嵐雅、永塚拓馬、武内駿輔
    - 双星の陰陽師：花江夏樹、潘めぐみ、芹澤優、村瀬歩、浪川大輔、石川界人
    - 美男高校地球防衛部LOVE!LOVE!：山本和臣、白井悠介、河本啓佑、村上喜紀
    - 弱虫ペダル：山下大輝、 福島潤、 岸尾だいすけ、 松岡禎丞、 宮田幸季、 阿部敦、 野島健児、 遊佐浩二、 鈴木千尋

  - Pop Stage（11日）[10]
    - Wake Up, Girls!：吉岡茉祐、永野愛理、田中美海、青山吉能、山下七海、奥野香耶、高木美佑
    - 灼熱の卓球娘：花守ゆみり、田中美海、高野麻里佳、桑原由気、今村彩夏、東城日沙子
    - タブー・タトゥー：小松未可子、安済知佳、鬼頭明里、喜多村英梨
    - 劇場版 トリニティセブン：松岡禎丞、原由実、佐倉綾音、日笠陽子、柚木涼香、村川梨衣
    - ハンドレッド：長谷川芳明、大久保瑠美、吉岡茉祐、奥野香耶、M・A・O、大坪由佳
    - プリパラ：茜屋日海夏、芹澤優、久保田未夢、山北早紀、澁谷梓希、若井友希
    - ゆるゆり さん☆ハイ!：三上枝織、大坪由佳、津田美波、大久保瑠美
    - Re:ゼロから始める異世界生活：高橋李依、内山夕実、村川梨衣
- ライブ出演
  - Rock Stage（10日）[9]：A応P、オーイシマサヨシ、OxT、夏代孝明、VEPPer[メンバー 6]、MAGIC OF LiFE、ラミーラビリンス[メンバー 7]
  - Pop Stage（11日）[10]：i☆Ris、Wake Up, Girls![注 1]、A応P、ZAQ、鈴木このみ、雀が原中学卓球部[メンバー 8]、D-selections[メンバー 9]、七森中☆ごらく部[メンバー 10]、MYTH & ROID、May'n[注 1]

### 2017年
- 開催日：2017年12月24日
- 開場：舞浜アンフィシアター
- 主催：テレビ東京、アニメJAM2017実行委員会
- 企画・制作：テレビ東京、エイベックス・ピクチャーズ
- 協力：エイベックス・ピクチャーズ、ソニー・ミュージックエンタテインメント、ビクターエンタテインメント
- 参加作品：『アイドルタイムプリパラ』、『Wake Up, Girls! 新章』、『劇場版トリニティセブン』、『けものフレンズ』、『恋愛暴君』、『魔法陣グルグル』、『妖怪ウォッチ』、『異世界食堂』

当初は『アイドル×戦士 ミラクルちゅーんず!』も出演予定だったが、カノン（内田亜紗香）とマイ（足立涼夏）が体調不良で5人によるパフォーマンスができない状況から出演辞退した。
- 出演者
  - アイドルタイムプリパラ：伊達朱里紗、大地葉、山田唯菜、茜屋日海夏、山北早紀
  - Wake Up, Girls! 新章：吉岡茉祐、永野愛理、田中美海、青山吉能、山下七海、奥野香耶、高木美佑
  - 劇場版トリニティセブン：松岡禎丞、原由実、内田彩、佐倉綾音、日笠陽子、柚木涼香、村川梨衣、東山奈央
  - けものフレンズ：尾崎由香、小野早稀、佐々木未来、根本流風、田村響華、相羽あいな、築田行子、山下まみ、内田彩
  - 恋愛暴君：青山吉能、長野佑紀、原由実、大坪由佳
  - 魔法陣グルグル：石上静香、小原好美、小西克幸、大地葉、藤井ゆきよ
  - 妖怪ウォッチ：戸松遥、遠藤綾
- ライブ出演者：i☆Ris。Wake Up, Girls!、ORESAMA、ZAQ、smileY inc.、どうぶつビスケッツ[メンバー 11]+かばん[注 2]×PPP[メンバー 12] 、Wake Up, May'n!、安野希世乃

### 2018年
- 開催日：2018年12月23日
- 会場：舞浜アンフィシアター
- 主催：テレビ東京、アニメJAM2018実行委員会
- 企画・制作：テレビ東京、エイベックス・ピクチャーズ
- 協力：エイベックス・ピクチャーズ
- 司会：柳原哲也（アメリカザリガニ）、平井善之（アメリカザリガニ）
- 参加作品：『アイカツフレンズ!』、『けものフレンズ2』、『キラッとプリ☆チャン』
- 出演者：
  - アイカツフレンズ!：松永あかね、木戸衣吹、美山加恋、二ノ宮ゆい
  - けものフレンズ：尾崎由香、小野早稀、山下まみ、佐々木未来、根本流風、田村響華、築田行子、本宮佳奈、相羽あいな
  - キラッとプリ☆チャン：林鼓子、久保田未夢、厚木那奈美、芹澤優、若井友希、森嶋優花
- ライブ出演者：松本梨香、わーすた、ZAQ、Lia、i☆Ris、Wake Up, Girls!、Run Girls, Run!

### 2019年
- 開催日：2019年12月22日
- 会場：舞浜アンフィシアター
- 主催：テレビ東京、アニメJAM2019実行委員会
- 企画・制作：テレビ東京、エイベックス・ピクチャーズ
- 協力：エイベックス・ピクチャーズ

### 2020年
2020年は配信での開催。
- 配信日：2020年12月20日
- アーカイブ視聴期間：2020年12月21日～12月27日
- 配信サイト：あにてれ、dアニメストア
- 主催：テレビ東京、アニメJAM2020実行委員会
- 企画・制作：テレビ東京、エイベックス・ピクチャーズ
- 協力：エイベックス・ピクチャーズ
- 司会：柳原哲也（アメリカザリガニ）、平井善之（アメリカザリガニ）
- 参加作品：『のんのんびより のんすとっぷ』、『キングスレイド 意志を継ぐものたち』、『アイドルタイムプリパラ』
- 出演者：
  - のんのんびより のんすとっぷ：小岩井ことり、村川梨衣、 佐倉綾音、阿澄佳奈
  - キングスレイド 意志を継ぐものたち：石川界人、加隈亜衣、小澤亜李、河西健吾
  - アイドルタイムプリパラ：
    - NonSugar：田中美海、大森日雅、山下七海
    - WITH：山下誠一郎、小林竜之、土田玲央
- ライブ出演者：松本梨香、ZAQ、KOTOKO、飯田里穂、A応P、梶原岳人、NonSugar、WITH

### 2021年
前年同様配信での開催
- 配信日：2021年12月26日

### 2022年
例年会場だった舞浜アンフィシアターが劇団四季公演のため会場が変更となり立川ステージガーデンで開催
- 配信日：12月24日
- ライブ出演者：AKINO with bless4、おにぱんず！、梶原岳人、熊田茜音、ChouCho、せるふとぷりん、Smewthie、Beverly